# Liste der Nummer-eins-Hits in der Schweiz (1979)
Dies ist eine Liste der Nummer-eins-Hits in der Schweiz im Jahr 1979. Sie basiert auf den Top 15 Singles der offiziellen Schweizer Hitparade. Es gab in diesem Jahr 14 Nummer-eins-Singles.

## Singles
| ← 1978 ← | Liste der Nummer-eins-Hits in der Schweiz | Liste der Nummer-eins-Hits in der Schweiz | Liste der Nummer-eins-Hits in der Schweiz                                                  | 1980 →                    |
| \| Zeitraum \| Wo. ges. \| Interpret \| Titel Autor(en) \| Zusätzliche Informationen \| \| (Zeitraum, Wochen auf Platz eins, Interpret, Titel, Autor[en], zusätzliche Informationen) \| \| \| \| \| \| ----------------------------------------------------------------------------------------- \| -------- \| ----------------------- \| ------------------------------------------------------------------------------------------ \| ------------------------- \| \| 17. Dezember 1978 – 20. Januar 1979 5 Wochen \| 5 \| Boney M. \| Mary’s Boy Child / Oh My Lord Jester Joseph Hairston \| – \| \| 21. Januar 1979 – 17. März 1979 8 Wochen \| 8 \| Village People \| Y.M.C.A. Musik: Jacques Morali; Text: Henri Belolo \| – \| \| 18. März 1979 – 31. März 1979 2 Wochen \| 2 \| ABBA \| Chiquitita Benny Goran Bror Andersson, Björn K. Ulvaeus \| – \| \| 1. April 1979 – 21. April 1979 3 Wochen \| 3 \| Blondie \| Heart of Glass Deborah Harry, Christopher Stein \| – \| \| 22. April 1979 – 19. Mai 1979 4 Wochen \| 4 \| Eruption \| One Way Ticket Hank Hunter, Jack Walter Keller \| – \| \| 20. Mai 1979 – 23. Juni 1979 5 Wochen \| 5 \| Frank Mills \| Music Box Dancer Frank Mills \| – \| \| 24. Juni 1979 – 30. Juni 1979 1 Woche \| 1 \| Donna Summer \| Hot Stuff Peter Bellotte, Harold Faltermeier, Keith Forsey \| – \| \| 1. Juli 1979 – 21. Juli 1979 3 Wochen \| 3 \| M \| Pop Muzik Robin Edmond Scott \| – \| \| 22. Juli 1979 – 18. August 1979 4 Wochen \| 4 \| Umberto Tozzi \| Gloria Giancarlo Bigazzi, Umberto Tozzi \| – \| \| 19. August 1979 – 20. Oktober 1979 9 Wochen \| 9 \| Alan Sorrenti \| Tu sei l’unica donna per me Musik: Alan Sorrenti; Text: Alan Sorrenti, Stephen Alan Kipner \| – \| \| 21. Oktober 1979 – 1. Dezember 1979 6 Wochen \| 6 \| Cliff Richard \| We Don’t Talk Anymore Alan Tarney \| – \| \| 2. Dezember 1979 – 8. Dezember 1979 1 Woche \| 1 \| ABBA \| Gimme! Gimme! Gimme! (A Man After Midnight) Benny Goran Bror Andersson, Björn K. Ulvaeus \| – \| \| 9. Dezember 1979 – 22. Dezember 1979 2 Wochen \| 2 \| The Buggles \| Video Killed the Radio Star Bruce Martin Woolley, Trevor Charles Horn, Geoffrey Downes \| – \| \| 23. Dezember 1979 – 19. Januar 1980 4 Wochen \| 4 \| Frank Duval & Orchestra \| Todesengel Uwe Frank Duval \| – \| |                                           |                                           |                                                                                            |                           |
| ← 1978 |                                           |                                           |                                                                                            | → 1980 →                  |
| Zeitraum | Wo. ges.                                  | Interpret                                 | Titel Autor(en)                                                                            | Zusätzliche Informationen |
| (Zeitraum, Wochen auf Platz eins, Interpret, Titel, Autor[en], zusätzliche Informationen) |                                           |                                           |                                                                                            |                           |
| 17. Dezember 1978 – 20. Januar 1979 5 Wochen | 5                                         | Boney M.                                  | Mary’s Boy Child / Oh My Lord Jester Joseph Hairston                                       | –                         |
| 21. Januar 1979 – 17. März 1979 8 Wochen | 8                                         | Village People                            | Y.M.C.A. Musik: Jacques Morali; Text: Henri Belolo                                         | –                         |
| 18. März 1979 – 31. März 1979 2 Wochen | 2                                         | ABBA                                      | Chiquitita Benny Goran Bror Andersson, Björn K. Ulvaeus                                    | –                         |
| 1. April 1979 – 21. April 1979 3 Wochen | 3                                         | Blondie                                   | Heart of Glass Deborah Harry, Christopher Stein                                            | –                         |
| 22. April 1979 – 19. Mai 1979 4 Wochen | 4                                         | Eruption                                  | One Way Ticket Hank Hunter, Jack Walter Keller                                             | –                         |
| 20. Mai 1979 – 23. Juni 1979 5 Wochen | 5                                         | Frank Mills                               | Music Box Dancer Frank Mills                                                               | –                         |
| 24. Juni 1979 – 30. Juni 1979 1 Woche | 1                                         | Donna Summer                              | Hot Stuff Peter Bellotte, Harold Faltermeier, Keith Forsey                                 | –                         |
| 1. Juli 1979 – 21. Juli 1979 3 Wochen | 3                                         | M                                         | Pop Muzik Robin Edmond Scott                                                               | –                         |
| 22. Juli 1979 – 18. August 1979 4 Wochen | 4                                         | Umberto Tozzi                             | Gloria Giancarlo Bigazzi, Umberto Tozzi                                                    | –                         |
| 19. August 1979 – 20. Oktober 1979 9 Wochen | 9                                         | Alan Sorrenti                             | Tu sei l’unica donna per me Musik: Alan Sorrenti; Text: Alan Sorrenti, Stephen Alan Kipner | –                         |
| 21. Oktober 1979 – 1. Dezember 1979 6 Wochen | 6                                         | Cliff Richard                             | We Don’t Talk Anymore Alan Tarney                                                          | –                         |
| 2. Dezember 1979 – 8. Dezember 1979 1 Woche | 1                                         | ABBA                                      | Gimme! Gimme! Gimme! (A Man After Midnight) Benny Goran Bror Andersson, Björn K. Ulvaeus   | –                         |
| 9. Dezember 1979 – 22. Dezember 1979 2 Wochen | 2                                         | The Buggles                               | Video Killed the Radio Star Bruce Martin Woolley, Trevor Charles Horn, Geoffrey Downes     | –                         |
| 23. Dezember 1979 – 19. Januar 1980 4 Wochen | 4                                         | Frank Duval & Orchestra                   | Todesengel Uwe Frank Duval                                                                 | –                         |

## Jahreshitparade
| ← 1978 ← | Liste der Nummer-eins-Hits in der Schweiz                                                                    | Liste der Nummer-eins-Hits in der Schweiz | Liste der Nummer-eins-Hits in der Schweiz | 1980 →   |
| \| Position# \| Singles \| \| --------- \| ------------------------------------------------------------------------------------------------------------ \| \| 1 \| Y.M.C.A. Village People Musik: Jacques Morali; Text: Henri Belolo \| \| 2 \| Tu sei l’unica donna per me Alan Sorrenti Musik: Alan Sorrenti; Text: Alan Sorrenti, Stephen Alan Kipner \| \| 3 \| Bright Eyes Art Garfunkel Mike Batt \| \| 4 \| Gloria Umberto Tozzi Giancarlo Bigazzi, Umberto Tozzi \| \| 5 \| We Don’t Talk Anymore Cliff Richard Alan Tarney \| \| 6 \| Music Box Dancer Frank Mills \| \| 7 \| One Way Ticket Eruption Hank Hunter, Jack Walter Keller \| \| 8 \| El Lute Boney M. Frank Farian, Fred Jay, Hans Blum \| \| 9 \| Chiquitita ABBA Benny Goran Bror Andersson, Björn K. Ulvaeus \| \| 10 \| Und manchmal weinst du sicher ein paar Tränen Peter Alexander Musik: Ralph Siegel jun.; Text: Günther Behrle \| | |                                           |                                           |          |
| ← 1978 | |                                           |                                           | → 1980 → |
| Position# | Singles |                                           |                                           |          |
| 1 | Y.M.C.A. Village People Musik: Jacques Morali; Text: Henri Belolo                                            |                                           |                                           |          |
| 2 | Tu sei l’unica donna per me Alan Sorrenti Musik: Alan Sorrenti; Text: Alan Sorrenti, Stephen Alan Kipner     |                                           |                                           |          |
| 3 | Bright Eyes Art Garfunkel Mike Batt                                                                          |                                           |                                           |          |
| 4 | Gloria Umberto Tozzi Giancarlo Bigazzi, Umberto Tozzi                                                        |                                           |                                           |          |
| 5 | We Don’t Talk Anymore Cliff Richard Alan Tarney                                                              |                                           |                                           |          |
| 6 | Music Box Dancer Frank Mills                                                                                 |                                           |                                           |          |
| 7 | One Way Ticket Eruption Hank Hunter, Jack Walter Keller                                                      |                                           |                                           |          |
| 8 | El Lute Boney M. Frank Farian, Fred Jay, Hans Blum                                                           |                                           |                                           |          |
| 9 | Chiquitita ABBA Benny Goran Bror Andersson, Björn K. Ulvaeus                                                 |                                           |                                           |          |
| 10 | Und manchmal weinst du sicher ein paar Tränen Peter Alexander Musik: Ralph Siegel jun.; Text: Günther Behrle |                                           |                                           |          |